# Чемпіонат України з легкої атлетики серед юніорів 2019
Чемпіонат України з легкої атлетики 2019 серед юніорів (спортсмени у віці до 20 років) був проведений з 28 по 30 червня в Луцьку на стадіоні «Авангард».
На чемпіонаті Андрієм Василевським був встановлений рекорд України серед юніорів з бігу на 110 метрів з бар'єрами (13,71).
Крім основного чемпіонату в Луцьку, протягом 2019 року в різних містах та селищах України також були проведені чемпіонати України в окремих дисциплінах легкої атлетики серед юніорів.

## Географія чемпіонатів
Загалом, 8 міст та селищ з 6 регіонів України приймали легкоатлетичні чемпіонати України серед юніорів:
- Луцьк — основний (28-30 червня)
- Мукачево — зимовий з легкоатлетичних метань (15-17 лютого) та з гірського бігу (вгору-вниз) (9 червня)
- Ужгород — з естафетного бігу (18-19 травня, стадіон «Авангард») та з кросу (30-31 жовтня)
- Воловець — з гірського бігу (вгору) (2 червня)
- Мелітополь — з бігу на 10000 метрів (25 травня, стадіон «Спартак»)
- Івано-Франківськ — з шосейної спортивної ходьби на 10 кілометрів (23 березня)
- Львів — з шосейного бігу на 10 км (15 вересня)
- Чернівці — з шосейного бігу на 1 милю (29 вересня)

## Чемпіони
| 100 метрів                  | Василь Макух (Квм)                                                                       | 10,57 SB             | Ірина Панаріна (Хрк)                                                                 | 12,03        |
| 200 метрів                  | Кирило Приходько (Днц)                                                                   | 21,82                | Тетяна Кайсен (Днп)                                                                  | 24,10        |
| 400 метрів                  | Тарас Шинкар (ІФ)                                                                        | 47,93 PB             | Наталія Дишлюк (Квм)                                                                 | 54,94        |
| 800 метрів                  | Антон Шмаровоз (Квм)                                                                     | 1.52,62              | Анжела Лихач (Вл)                                                                    | 2.11,40 PB   |
| 1500 метрів                 | Олександр Гонський (Кв)                                                                  | 4.05,71              | Юлія Гедз (Лв)                                                                       | 4.40,35      |
| 1 миля (шосе)               | Олександр Мастюк (Хрс)                                                                   | 4.54                 | Іванна Кух (Вл)                                                                      | 5.38         |
| 3000 метрів                 | Андрій Краковецький (Вн)                                                                 | 8.29,19 PB           | Катерина Онісімова (Днп)                                                             | 9.58,16 SB   |
| 5000 метрів                 | Роман Зозуля (Квм)                                                                       | 14.59,84             | Ірина Довгуша (Квм)                                                                  | 17.58,64 PB  |
| 10000 метрів                | Роман Зозуля (Квм)                                                                       | 30.17,60             | Ірина Довгуша (Квм)                                                                  | 37.12,78     |
| 10 кілометрів (шосе)        | Андрій Краковецький (Вн)                                                                 | 30.58                | Ірина Довгуша (Квм)                                                                  | 37.12        |
| 100 метрів з бар'єрами      |                                                                                          | Дар'я Діханова (Хрк) | 14,20 SB                                                                             |              |
| 110 метрів з бар'єрами      | Андрій Василевський (Мк)                                                                 | 13,71 NU20R          |                                                                                      |              |
| 400 метрів з бар'єрами      | Володимир Следюк (Хрк)                                                                   | 53,39                | Тетяна Безшийко (Чрк)                                                                | 58,48 PB     |
| 3000 метрів з перешкодами   | Василь Сабуняк (Квм)                                                                     | 9.13,20 PB           | Любов Север'янова (Хрк)                                                              | 10.59,57 PB  |
| 4×100 метрів                | Херсонська область Олег Коняшин Денис Крючков Вадим Мілошик Іван Харченко                | 43,38                | Київська область Ольга Шаміна Олександра Марінченко Альона Гордієнко Марія Буряк     | 49,22        |
| 4×400 метрів                | Кіровоградська область Ярослав Сердюк Веніамін Кучеренко Святослав Денисюк Денис Баранов | 3.21,77              | Київська область Олександра Марінченко Альона Гордієнко Тетяна Чорновол Марія Буряк  | 3.52,06      |
| 4×400 метрів (змішана)      | Київська область Альона Гордієнко Дмитро Коробенко Данило Брєнз Марія Буряк              | 3.40,00              |                                                                                      |              |
| 4×800 метрів                | Рівненська область Ярослав Голуб Юрій Юськов Олексій Годунко Олександр Чернявка          | 7.51,37              | Миколаївська область Надія Павлова Катерина Нікітіна Валентина Колесник Дар'я Косюга | 9.58,66      |
| Ходьба 10000 метрів         | Ігор Гончаренко (См)                                                                     | 43.34,39             | Дарина Касян (Вл)                                                                    | 50.47,38 PB  |
| Ходьба 10 кілометрів (шосе) | Ігор Гончаренко (См)                                                                     | 44.55                | Дарина Касян (Вл)                                                                    | 50.25        |
| Стрибки у висоту            | Владислав Лавський (Лв)                                                                  | 2,18 SB              | Олена Жмур (Вн)                                                                      | 1,89 SB      |
| Стрибки з жердиною          | Ілля Кравченко (Кв)                                                                      | 5,10                 | Марія Ященко (Кв)                                                                    | 3,80 =PB     |
| Стрибки у довжину           | Андрій Авраменко (Квм)                                                                   | 7,47                 | Марія Горєлова (Днп)                                                                 | 6,11 PB      |
| Потрійний стрибок           | Артем Коноваленко (Днц)                                                                  | 15,98                | Анна Костенко (Днп)                                                                  | 12,51 PB     |
| Штовхання ядра              | Олександр Романовський (Днц)                                                             | 18,55                | Тетяна Кравченко (Кв)                                                                | 15,14        |
| Метання диска               | Олексій Кирилін (Чрк)                                                                    | 56,66                | Дар'я Гаркуша (Днп)                                                                  | 51,39 PB     |
| Метання диска (зимовий)     | Марк Кузнецов (Од)                                                                       | 47,74 SB             | Дар'я Гаркуша (Днп)                                                                  | 48,29        |
| Метання молота              | Михайло Кохан (Днп)                                                                      | 81,11 PB             | Валерія Іваненко (Днп)                                                               | 64,18        |
| Метання молота (зимовий)    | Данило Федоров (Хрс)                                                                     | 73,13                | Валерія Іваненко (Днп)                                                               | 58,10        |
| Метання списа               | Валентин Новіков (Од)                                                                    | 68,04 PB             | Маріанна Савджи (Кв)                                                                 | 45,51        |
| Метання списа (зимовий)     | Валентин Новіков (Од)                                                                    | 65,29                | Маріанна Савджи (Кв)                                                                 | 46,25 SB     |
| Семиборство                 |                                                                                          | Юлія Лобан (Чрн)     | 5564                                                                                 |              |
| Десятиборство               | Володимир Андрощук (Кв)                                                                  | 6491                 |                                                                                      |              |
| Гірський біг (8 км) (вгору) | Кирило Юрченко (См)                                                                      | 57.50                | Анастасія Тимошенко (Мк)                                                             | 1:23.59      |
| Гірський біг (вгору-вниз)   | Кирило Юрченко (См)                                                                      | 36.53 (8 км)         | Тамара Север'янова (Хрк)                                                             | 20.24 (4 км) |
| Крос                        | Андрій Краковецький (Вн)                                                                 | 18.20 (6 км)         | Іванна Кух (Вл)                                                                      | 14.55 (4 км) |